# La soberana (naufragio)

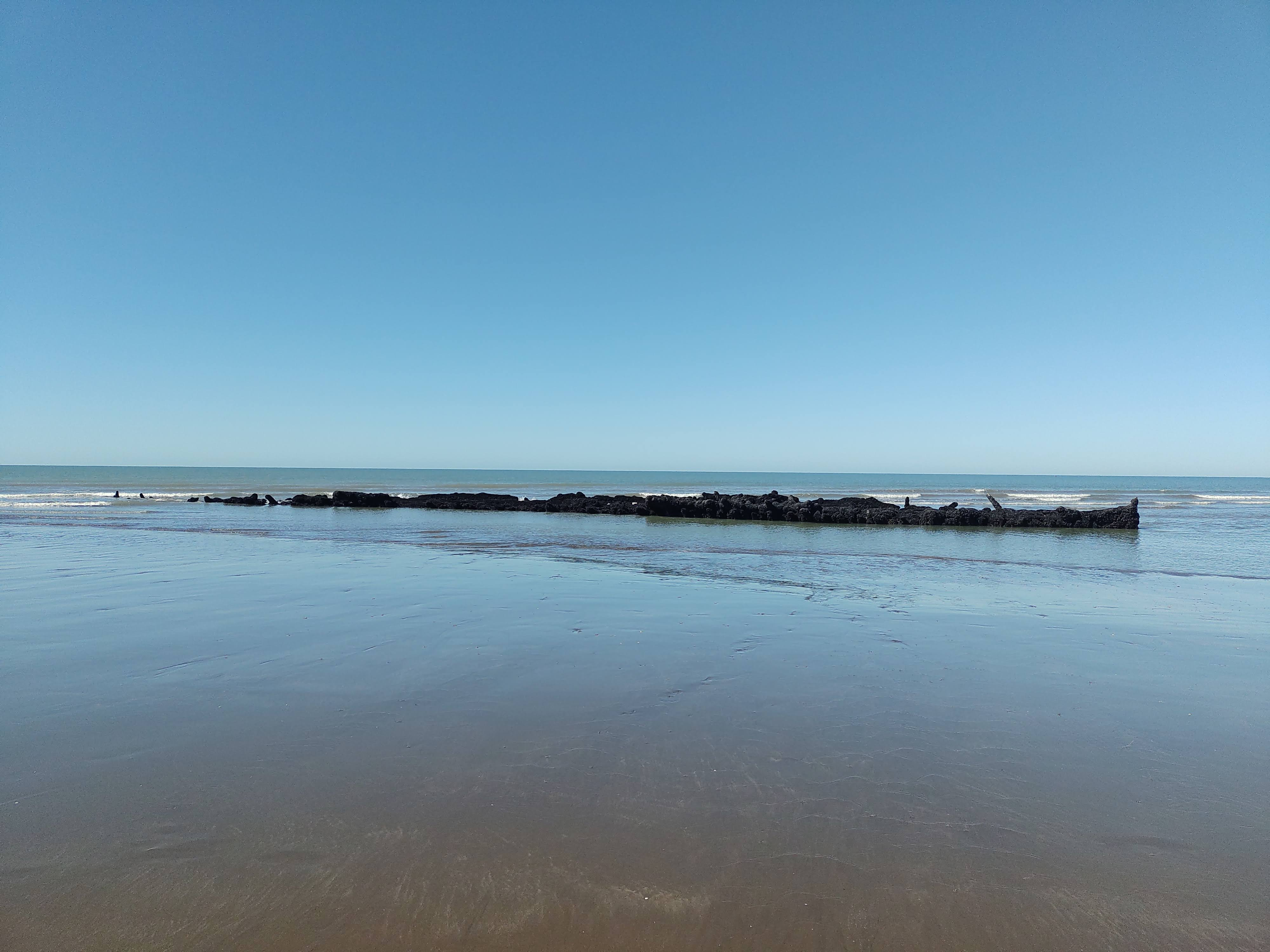
Naufragio "La Soberana".

La soberana es una goleta encallada en las playas del balneario Pehuen-Có, partido de Coronel Rosales, provincia de Buenos Aires, conocida en la zona como el «barco hundido».

## Ubicación
Sus restos pueden verse cuando baja la marea, si se camina por la playa hacia el Oeste a la altura de Las Colonias.

## Historia
La Soberana fue una goleta uruguaya llamada “Jaime Soberano 2°” que dirigiéndose a Bahía Blanca, equivoco el rumbo e intentó fondear. Debido a la presencia de fuertes vientos del Sur y Sureste se rompieron las cadenas de las anclas y la goleta fue arrastrada a la costa donde encalló. Esto ocurrió la noche del 1 de diciembre de 1883. Toda la tripulación, en su mayoría españoles, resultó ilesa y pudo rescatarse gran parte de fondear carga, que se remató. Debido a la precaria situación en la que quedaron los tripulantes, fueron alojados en una fonda por el vicecónsul uruguayo en Bahía Blanca. Él mismo organizó una colecta para recaudar fondos para ayudarlos, pero según informó el diario "El Eco de Bahía Blanca" del 10 de febrero de 1884, lo recaudado no parece haber llegado a los bolsillos de los naufragos.

## Presente
Al deterioro natural por el paso de los años se sumó la depredación que efectuaron los visitantes. La comunidad también aprovechó diversos materiales extraídos del barco. Así, con las piedras del lastre, se construyeron los primeros fogones y luego la capilla "La Sagrada Familia" y con los tablones de la goleta se hizo el Paso de La Soberana. 
Como el barco iba desapareciendo, se recuperaron del mismo los elementos que aún quedaban (pernos, clavos, manijas de bombas de achique, herramientas, pastecas y maderos) y fueron donados al Museo Histórico de Punta Alta. 
Puede observarse cuando hay marea baja el esqueleto del barco cubierto de moluscos y restos de algunas cadenas. Es común ver turistas buscando estrellas de mar, caracoles y pequeños pulpos entre estos restos.